# Головенчицы (Могилёвская область)
Голове́нчицы (бел. Галаве́нчыцы) — деревня в составе Войниловского сельсовета Чаусского района Могилёвской области Республики Беларусь.

## История
Упоминается в 1647 году как центр имения в Оршанском повете Великого Княжества Литовского.

## Население
- 2010 год — 107 человек